# Dream Within a Dream Tour
Dream Within a Dream Tour war die dritte Konzerttournee der US-amerikanischen Pop-Sängerin Britney Spears. Diese Tour präsentierte ihr drittes Studioalbum Britney und gastierte in Nordamerika und Japan.

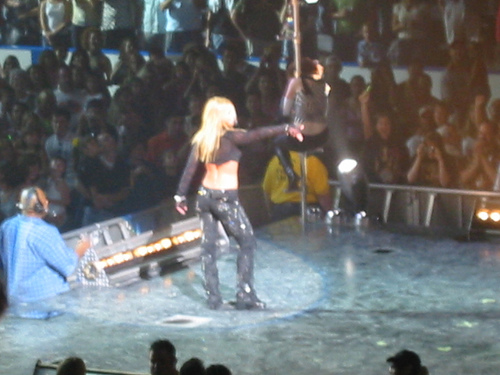
Britney Spears singt (You Drive Me) Crazy während ihrer Tour

## Hintergrund
Am 21. September 2001 gab Spears eine Tour bekannt, die sie in zwei Monaten starten wolle. Im Februar 2002 gab Spears bekannt, die dann erfolgreiche Tournee fortzusetzen. Die Tour wurde von Spears’ Choreograf Wade Robson geleitet. Die Bühne wurde von Steve Cohen und Rob Brenner entworfen. Die Bühne besteht aus einer Hauptbühne und einer „B-Bühne“, die durch eine weitere lange, schmale Bühne verbunden sind. Begeistert war Spears über den Lastkran, der eine schwebende Insel hob, sodass Spears über dem Publikum zur „B-Bühne“ fliegen konnte. Die Setliste wurde größten Teil aus Liedern vom präsentierten Album zusammengesetzt, da Spears meinte, dass sie ihre Persönlichkeit am besten wiedergeben würden. Die Lieder von ihren vorherigen zwei Studioalben waren auch in der Remixform von Wade Robson enthalten.
Die Show wurde in sieben Segmente eingeteilt, wobei das letzte die Zugabe ist. Spears eröffnete die Show damit, dass sie an einem kreisenden Rad hängt; als sie … Baby One More Time sang, sprang sie mit Bungee-Schnüren von der schwebenden Insel auf die Bühne, und bei I’m a Slave 4 You tanzte sie in einer Dschungel-Szenerie. Die meisten Darbietungen wurden durch ausschweifende spezielle Effekte, einschließlich Konfetti, Feuerwerkskörper, Laserlichter und künstlichem Nebel und Schnee begleitet. In der Zugabe gab es einen Wasserschirm, der zwei Tonnen Wasser in die Bühne pumpte. Während des zweiten Teils der Tour im Jahre 2002 wurden einige Änderungen vorgenommen; mehrere Lieder wurden in unveröffentlichte Lieder hineingemischt. Die Show erhielt gemischte Rezensionen durch Kritiker, die die Show dafür lobten, innovativ zu sein, aber sie kritisierten sie dafür, die Aufmerksamkeit von der Musik wegzunehmen.

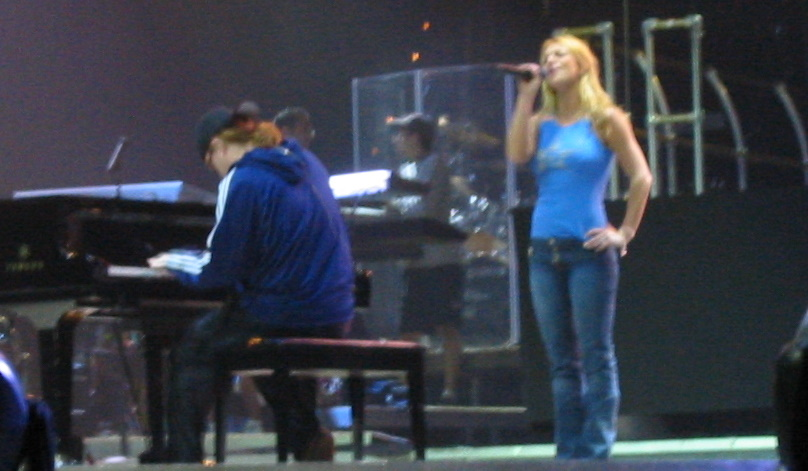
Spears beim Soundcheck in Oklahoma City

Die Dream Within a Dream Tour wurde größtenteils ausverkauft und erlöste 43,7 Millionen Dollar brutto. Während der zweiten Show in Mexiko verließ Spears die Bühne nach dem fünften Lied, aufgrund eines Gewitters. Die Show wurde abgebrochen, was einen Aufruhr im Publikum verursachte. Die Show in Las Vegas am 18. November 2001 wurde von HBO aufgenommen und als DVD unter dem Titel Live from Las Vegas verkauft. Dieser Konzertfilm gewann 2002 einen Emmy.

## Setlist

### 2001
1. Dream Within a Dream (Intro)
2. Oops! … I Did It Again
3. (You Drive Me) Crazy
4. It Was All In Your Mind (Tänzer Performance)
5. Overprotected
6. Storytime (Video)
7. Born to Make You Happy / Lucky / Sometimes (Medley)
8. Storytime (Wiederholung) (Video)
9. Boys
10. Stronger
11. I'm Not a Girl, Not Yet a Woman
12. Making the Band (Video Interlude)
13. I Love Rock and Roll
14. What It's Like to Be Me
15. Lonely
16. Breakdown (Performance der Tänzer)
17. Don't Let Me Be the Last to Know
18. Crayola World (Video)
19. Anticipating
20. I'm a Slave 4 U
21. … Baby One More Time
22. It Was Just a Dream (Outro)

### 2002
1. Dream Within a Dream (Intro)
2. Oops! … I Did It Again
3. (You Drive Me) Crazy
4. It Was All In Your Mind (Tänzer-Performance)
5. Overprotected
6. Storytime (Video)
7. Born to Make You Happy / Lucky / Sometimes (Medley)
8. Storytime (Wiederholung) (Video)
9. Boys
10. Stronger
11. Mystic Man
12. Weakness
13. You Were My Home
14. My Love Was Always There
15. I'm Not a Girl, Not Yet a Woman
16. Making the Band (Video Interlude)
17. I Love Rock and Roll
18. What It's Like to Be Me
19. Lonely
20. Breakdown (Performance der Tänzer)
21. Don't Let Me Be the Last to Know
22. Crayola World (Video)
23. Anticipating
24. I'm a Slave 4 U
25. … Baby One More Time
26. It Was Just a Dream (Outro)

## Tourdaten
| Nordamerika       |                   |                    |                                   |
| 1. November 2001  | Columbus (Ohio)   | Vereinigte Staaten | Nationwide Arena                  |
| 2. November 2001  | Pittsburgh        | Vereinigte Staaten | Mellon Arena                      |
| 5. November 2001  | Toronto           | Kanada             | Air Canada Centre                 |
| 7. November 2001  | Hempstead         | Vereinigte Staaten | Nassau Veterans Memorial Coliseum |
| 8. November 2001  | University Park   | Vereinigte Staaten | Bryce Jordan Center               |
| 9. November 2001  | Cleveland         | Vereinigte Staaten | Quicken Loans Arena               |
| 10. November 2001 | Cincinnati        | Vereinigte Staaten | U.S. Bank Arena                   |
| 12. November 2001 | Denver            | Vereinigte Staaten | Pepsi Center                      |
| 13. November 2001 | Salt Lake City    | Vereinigte Staaten | EnergySolutions Arena             |
| 17. November 2001 | Las Vegas         | Vereinigte Staaten | MGM Grand Garden Arena            |
| 18. November 2001 | Las Vegas         | Vereinigte Staaten | MGM Grand Garden Arena            |
| 20. November 2001 | Anaheim           | Vereinigte Staaten | Honda Center                      |
| 21. November 2001 | Los Angeles       | Vereinigte Staaten | Staples Center                    |
| 26. November 2001 | Auburn Hills      | Vereinigte Staaten | Palace of Auburn Hills            |
| 27. November 2001 | Milwaukee         | Vereinigte Staaten | Bradley Center                    |
| 28. November 2001 | Chicago           | Vereinigte Staaten | Allstate Arena                    |
| 29. November 2001 | Minneapolis       | Vereinigte Staaten | Target Center                     |
| 1. Dezember 2001  | Atlantic City     | Vereinigte Staaten | Boardwalk Hall                    |
| 2. Dezember 2001  | East Rutherford   | Vereinigte Staaten | Izod Center                       |
| 3. Dezember 2001  | Albany            | Vereinigte Staaten | Times Union Center                |
| 5. Dezember 2001  | New York City     | Vereinigte Staaten | Madison Square Garden             |
| 8. Dezember 2001  | Hartford          | Vereinigte Staaten | XL Center                         |
| 9. Dezember 2001  | Boston            | Vereinigte Staaten | TD Banknorth Garden               |
| 10. Dezember 2001 | Philadelphia      | Vereinigte Staaten | Wachovia Center                   |
| 11. Dezember 2001 | Boston            | Vereinigte Staaten | TD Banknorth Garden               |
| 14. Dezember 2001 | Raleigh           | Vereinigte Staaten | RBC Center                        |
| 15. Dezember 2001 | Atlanta           | Vereinigte Staaten | Philips Arena                     |
| 16. Dezember 2001 | New Orleans       | Vereinigte Staaten | New Orleans Arena                 |
| 18. Dezember 2001 | Tampa             | Vereinigte Staaten | St. Pete Times Forum              |
| 19. Dezember 2001 | Miami             | Vereinigte Staaten | American Airlines Arena           |
| 21. Dezember 2001 | Washington, D.C.  | Vereinigte Staaten | Verizon Center                    |
| Asien             |                   |                    |                                   |
| 25. April 2002    | Tokio             | Japan              | Tokyo Dome                        |
| Nordamerika       |                   |                    |                                   |
| 24. Mai 2002      | Las Vegas         | Vereinigte Staaten | Mandalay Bay Events Center        |
| 25. Mai 2002      | Las Vegas         | Vereinigte Staaten | Mandalay Bay Events Center        |
| 28. Mai 2002      | Vancouver         | Kanada             | Pacific Coliseum                  |
| 29. Mai 2002      | Tacoma            | Vereinigte Staaten | Tacoma Dome                       |
| 30. Mai 2002      | Portland          | Vereinigte Staaten | Rose Garden Arena                 |
| 1. Juni 2002      | Oakland           | Vereinigte Staaten | Oracle Arena                      |
| 2. Juni 2002      | San José          | Vereinigte Staaten | HP Pavilion at San Jose           |
| 4. Juni 2002      | Los Angeles       | Vereinigte Staaten | Staples Center                    |
| 5. Juni 2002      | San Diego         | Vereinigte Staaten | Cox Arena                         |
| 6. Juni 2002      | Los Angeles       | Vereinigte Staaten | Staples Center                    |
| 10. Juni 2002     | Sacramento        | Vereinigte Staaten | ARCO Arena                        |
| 12. Juni 2002     | Phoenix           | Vereinigte Staaten | US Airways Center                 |
| 14. Juni 2002     | Lubbock           | Vereinigte Staaten | United Spirit Arena               |
| 15. Juni 2002     | San Antonio       | Vereinigte Staaten | Alamodome                         |
| 16. Juni 2002     | Houston           | Vereinigte Staaten | Lakewood Church Central Campus    |
| 20. Juni 2002     | Chicago           | Vereinigte Staaten | United Center                     |
| 21. Juni 2002     | Indianapolis      | Vereinigte Staaten | Conseco Fieldhouse                |
| 22. Juni 2002     | St. Louis         | Vereinigte Staaten | Scottrade Center                  |
| 24. Juni 2002     | Detroit           | Vereinigte Staaten | Palace of Auburn Hills            |
| 25. Juni 2002     | Hamilton          | Kanada             | Copps Coliseum                    |
| 26. Juni 2002     | Buffalo           | USA                | HSBC Arena                        |
| 28. Juni 2002     | Philadelphia      | USA                | Watchovia Center                  |
| 29. Juni 2002     | Boston            | USA                | TD Banknorth Garden               |
| 30. Juni 2002     | Worcester         | USA                | DCU Center                        |
| 5. Juli 2002      | Atlantic City     | USA                | Boardwalk Hall                    |
| 6. Juli 2002      | East Rutherford   | USA                | Continental Airlines Arena        |
| 9. Juli 2002      | Uniondale         | USA                | Nassau Veterans Memorial Coliseum |
| 10. Juli 2002     | Washington, D.C.  | USA                | Verizon Center                    |
| 11. Juli 2002     | Charlotte         | USA                | Charlotte Coliseum                |
| 13. Juli 2002     | Ft. Lauderdale    | USA                | BankAtlantic Center               |
| 14. Juli 2002     | Orlando           | USA                | Amway Arena                       |
| 18. Juli 2002     | Bossier City      | USA                | CenturyTel Center                 |
| 19. Juli 2002     | Oklahoma City     | USA                | Ford Center                       |
| 20. Juli 2002     | North Little Rock | USA                | Alltel Arena                      |
| 22. Juli 2002     | Dallas            | USA                | American Airlines Center          |
| 27. Juli 2002     | Mexiko-Stadt      | Mexiko             | Foro Sol                          |
| 28. Juli 2002     | Mexiko-Stadt      | Mexiko             | Foro Sol                          |

## Einnahmen
| Veranstaltungsort            | Stadt           | Gekaufte Tickets         | Einnahmen   |
| ---------------------------- | --------------- | ------------------------ | ----------- |
| MGM Grand Arena              | Las Vegas       | 24,638 / 24,638 (100 %)  | $1,561,214  |
| Palace of Auburn Hills       | Detroit         | 16,745 / 16,745 (100 %)  | $1,561,214  |
| Allstate Arena               | Rosemont        | 16,538 / 16,538 (100 %)  | $919,880    |
| Atlantic City Boardwalk Hall | Atlantic City   | 11,653 / 11,653 (100 %)  | $839,588    |
| Continental Airlines Arena   | East Rutherford | 17,975 / 17,975 (100 %)  | $919,880    |
| Madison Square Garden        | New York        | 16,674 / 16,674 (100 %)  | $933,210    |
| FleetCenter                  | Boston          | 16,421 / 16,421 (100 %)  | $947,959    |
| Mandalay Bay Events Center   | Las Vegas       | 18,650 / 19,724 (98 %)   | $1,427,697  |
| Pacific Coliseum             | Vancouver       | 12,764 / 16,133 (78 %)   | $727,371    |
| Rose Garden Arena            | Portland        | 14,548 / 17,079 (88 %)   | $806,876    |
| Compaq Center at San Jose    | San Jose        | 14,889 / 16,492 (97 %)   | $843,912    |
| Staples Center               | Los Angeles     | 32,392 / 32,392 (100 %)  | $1,859,167  |
| Cox Arena at Aztec Bowl      | San Diego       | 9,889 / 12,360 (89 %)    | $655,400    |
| ARCO Arena                   | Sacramento      | 15,350 / 15,350 (100 %)  | $847,174    |
| America West Arena           | Phoenix         | 13,799 / 13,799 (100 %)  | $803,930    |
| United Spirit Arena          | Lubbock         | 14,256 / 14,256 (100 %)  | $741,972    |
| Alamodome                    | San Antonio     | 15,769 / 17,111 (97 %)   | $806,616    |
| Compaq Center                | Houston         | 14,160 / 14,160 (100 %)  | $775,828    |
|                              | TOTAL           | 295,610 / 308,000 (98 %) | $17,978,888 |